# Jennifer Lou Burford
Jennifer Lou Burford, née en janvier 1953 à Paris, est une cinéaste et réalisatrice de cinéma expérimental.

## Biographie
Elle étudie le cinéma au Conservatoire Libre du cinéma français (1978-1979), puis à l’université Paris VIII et à l'Université de Paris 1 Panthéon-Sorbonne où elle soutiendra une thèse de doctorat Arts et sciences de l'art en janvier 1997 (18ème section) sous la direction de Dominique Noguez, puis de Dominique Château, intitulée, "Vers une radicalisation du mouvement et de la continuité : Robert Breer, peintre, sculpteur et cinéaste". À la suite de ce travail de recherche, Pip Chodorov et Christian Lebrat lui confieront le livre d’accompagnement du coffret Robert Breer.
Depuis 1979, Jennifer Lou Burford mêle images abstraites et figuratives dans une recherche sur la nature et les limites du cadre de l’image : IN/SIDE/OUT ; elle y introduira par la suite une recherche sur les genres au sens large : The Eccentrics, Les Attributs du sujet.
L'ensemble de ses films argentiques (16 mm et Super 8) fait partie de la collection des films de Light Cone, qu'elle a rejoint à ses débuts. Elle participe également à la rédaction du catalogue sous le titre Light Cone et le fonds collectif jeune cinéma.
En 1991, avec Martine Rousset, Marcelle Thirache, Frédérique Devaux, Vivian Ostrovsky et Françoise Thomas, elle participe au projet Dissolution : Six solutions au cours duquel elles présentent des regards croisés sur leurs créations cinématographiques. Ces échanges donnent lieu à un coffret du groupe Dissolution/6 solutions aux éditions Re:Voir incluant son film "Portraiture".

## Filmographie

### Films argentiques
- 1979 : CUT-UP, avec Jean-Yves André.
- 1980 : Last Afternoon, avec une musique d'Yvan Amar.
- 1982 : IN/SIDE/OUT 1[7]
- 1984 : À tort et à travers co-réalisé avec Eloisa Araujo-Ribeiro.
- 1984 : IN/SIDE/OUT 1-4
- 1985 : The Wedding
- 1985 : Brown Sugar
- 1986 : I-Conic co-réalisé avec Li-Hua PENG à partir d'installations de Miles McKane[8]
- 1987 : On Edge...
- 1987 : The Eccentrics
- 1988 : Spool, un cinéaste par jour sur une année, "The Filmers' Almanac" conçu by Owen O'Toole[9].
- 1988 : Cortex à partir d'un texte de Michelle Bloch (extrait d'"Alambic", éditions Caractères, 1973[10])
- 1988 : Chassés-Croisés
- 1989 : Droit de passage
- 1989 : Boys and Girls, co-réalisation à partir du film éponyme de yann beauvais.
- 1990 : Il faut attendre (Jamais deux sans trois)
- 1990 : On Edge... 2
- 1990 : Expo Val '90, exposition collective d'art plastique à Meudon, à laquelle Burford participe avec une double série de photos intitulée "CASSIS 1983 (pour Jonas Mekas)". Sculptures en terre de Brigitte Romaszko, sculptures d'Alain Jacomy, tous deux à l'initiative de l'exposition.
- 1990 : Montréal '90
- 1991 : Les Vases communicants
- 1992 : SIDA/AIDS
- 1992 : Robert Breer at Home
- 1993 : Vers la Dame Jouanne
- 1993 : Les Attributs du sujet

### Films numériques
- 2011 : Terception
- 2011 : Tri Cuts
- 2011 : For Richard Serra

Trilogie : https://www.dailymotion.com/jlburford

## Publications
- Jennifer Lou Burford Trois contributions : La Truca et autres appareils / Amalgam de Werner Nekes / Arequipa et Pond and Waterfall de Barbara Hammer, in Influence du matériel technique sur la création artistique et audiovisuelle Paris: CRECA, Université de Paris-I, 1985-1987, sous la direction de Dominique Noguez
- Jennifer Lou Burford Cortex, Paris, catalogue du festival Cineffable, Programmation Michèle Larrouy, 1992[11]
- Jennifer Lou Burford Portraits / Autoportraits, in Scratchbook, Paris, Scratch/Light Cone, CNC/Fiacre, 1999
- Jennifer Lou Burford Deux contributions[12] : Les Années parisiennes de Robert Breer / Spécificités du cinéma expérimental féminin. 1980-1990, in Jeune, dure et pure ! Une histoire du cinéma d’avant-garde et expérimental en France, sous la direction de Nicole Brenez et Christian Lebrat, Paris, Cinémathèque française, 2001
- Jennifer Lou Burford, Les marges du religieux dans le cinéma underground... Une iconographie de la Métamorphose dans Inauguration of the Pleasure Dome de Kenneth Anger, Marseille, Critica Masonica, janvier 2020, 15e éd., 14 p. (ISSN 2271-278X), p. 63-76